# نفود العويند
نفُود العُويْنِد كثبان رملية، كبيرة المساحة. تقع في عالية نجد وسط المملكة العربية السعودية.

## الوصف
تقع نفُود العُويند في منخفض تحده جبال النير من الشمال٬ وجبال العَلم من الجنوب٬ وجبال أثْلَث من الشرق في نهاية صحراء الحمي مستوية السطح من الشرق٬ وتبعد عن نفُود رُحمة نحو 12 كم فيما يلي أَبرق الملح، ويبدو أن تراكم الرمل في هذا المكان سببه وجود منخفض محاط بجبال من جميع الجهات ما عدا الجهة الشمالية الغربية التي تعبر منها الرياح الحاملة للرمال، ولذلك فمن المتوقع استمرار نموه ما استمرت الظروف الملائمة لذلك٬ وتمتد نفوذ العويند من الشمال الشرقي نحو الجنوب الغربي إلى مسافة 28 كم بعرض يراوح بين 2 كم في الشمال٬ و6 كم في الوسط٬ و3 كم في الجنوب٬ ومساحتها الإجمالية 103 كم مربع.